# أنيت غروث (صحفية)
أنيت غروث (بالنرويجية البوكمول: Annette Groth)‏ هي صحفية نرويجية، ولدت في 16 فبراير 1952.